# Lutița
Lutița (węg. Agyagfalva) – wieś w Rumunii, w okręgu Harghita, w gminie Mugeni. W 2011 roku liczyła 760 mieszkańców.